# Радкув (гміна, Влощовський повіт)
Гміна Радкув (пол. Gmina Radków) — сільська гміна у східній Польщі. Належить до Влощовського повіту Свентокшиського воєводства.
Станом на 31 грудня 2011 у гміні проживало 2561 особа.

## Територія
Згідно з даними за 2007 рік площа гміни становила 86.32 км², у тому числі:
- орні землі: 53.00%
- ліси: 35.00%

Таким чином, площа гміни становить 9.52% площі повіту.

## Населення
Станом на 31 грудня 2011:
| Опис     | Загалом | Загалом | Чоловіки | Чоловіки | Жінки | Жінки |
| -------- | ------- | ------- | -------- | -------- | ----- | ----- |
| одиниця  | осіб    | %       | осіб     | %        | осіб  | %     |
| все      | 2561    | 100     | 1271     | 49.63    | 1290  | 50.37 |
| міське   | 0       | 100     | 0        |          | 0     |       |
| сільське | 2561    | 100     | 1271     | 49.63    | 1290  | 50.37 |

## Сусідні гміни
Гміна Радкув межує з такими гмінами: Влощова, Москожев, Наґловіце, Окса, Сецемін, Щекоцини.